# 花被片

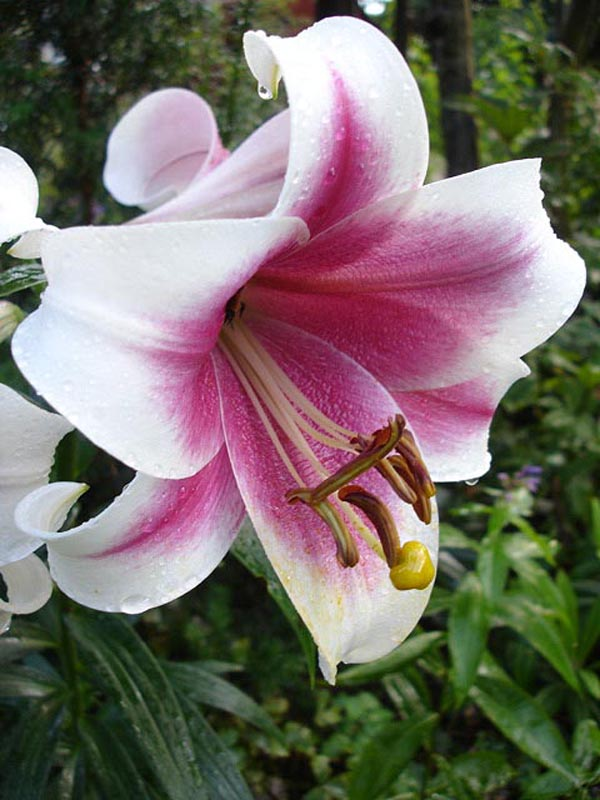
百合花的花被片：内层三瓣为花瓣，外层三瓣为萼片

花被片（Tepal）是花被的一部分，包括花瓣和萼片。花被片一词常用于当花被的形状和颜色相似时。
未分化的花被片被认为是被子植物的一种原始状态。花瓣和萼片的分化可能是受到了动物传粉的影响。典型的现代花朵，外部围绕着萼片以保护花芽，而内部的花瓣则是为了吸引授粉者。
一些植物的花朵无花瓣，而其萼片变化得类似于花瓣。这些组织被描述为“花瓣状”，如鐵筷子屬植物的萼片。
单子叶植物的花被片通常未分化。如郁金香，形成了两轮花瓣状的结构，其基部混合成一个大型，艳丽的六瓣结构。虽然这两轮结构差不多，但实际上第一轮是独立于第二轮的组织。所以，这样整部分被称之为花被。
花被片的使用并不统一，部分学者以萼片和花瓣替代，另一部分则使用花被片。

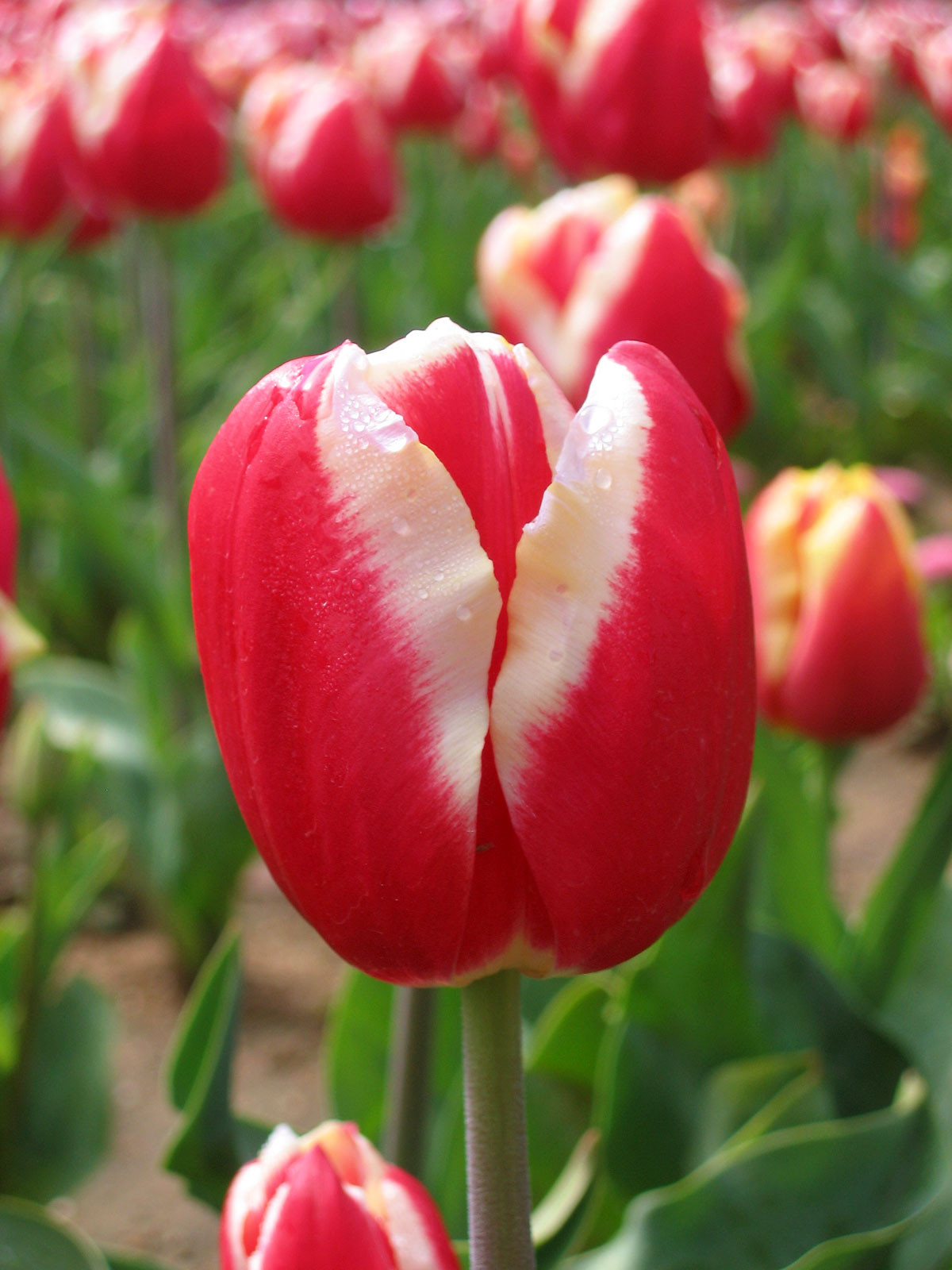
郁金香的花瓣状花被
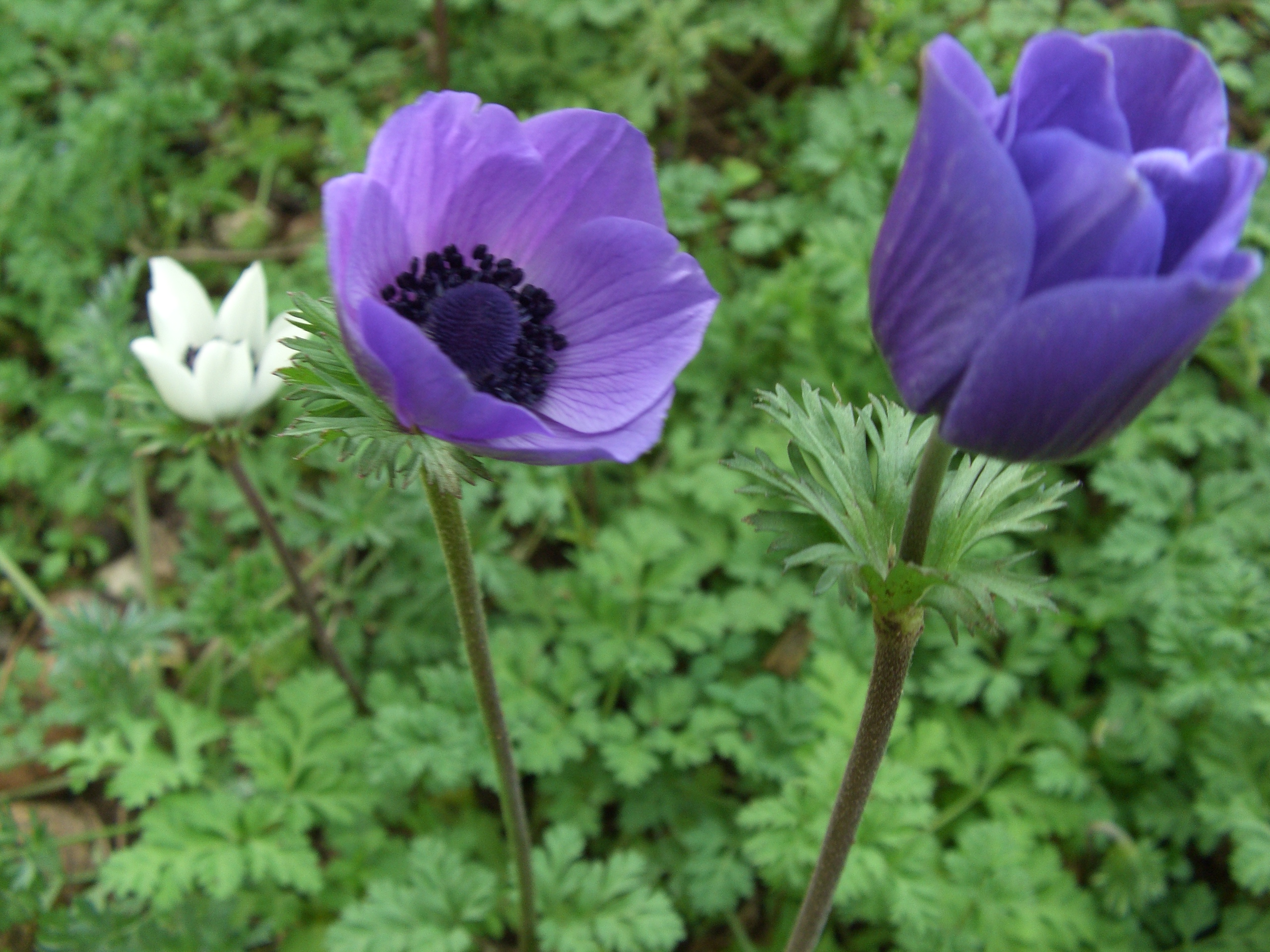
银莲花属植物花朵的花瓣状萼片
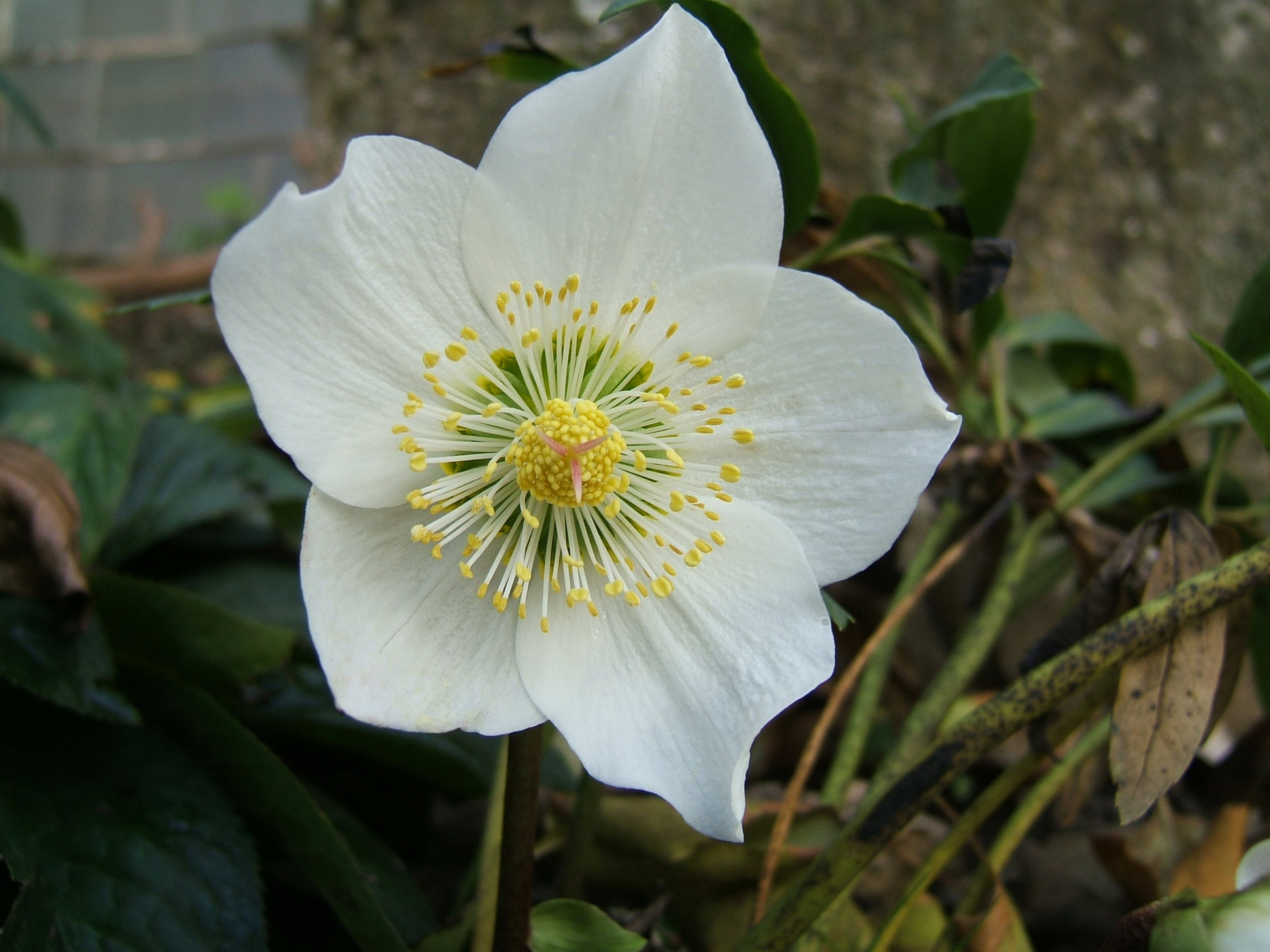
鐵筷子屬植物花朵的花瓣状萼片

## 脚注
1. ↑  . Flowers by Post Uk.   [2023-11-30]. （原始内容存档于2024-03-08）.
2. ↑  . Send Flowers by UK.   [2024-03-13]. （原始内容存档于2024-10-03）.